# Angela Pschigode

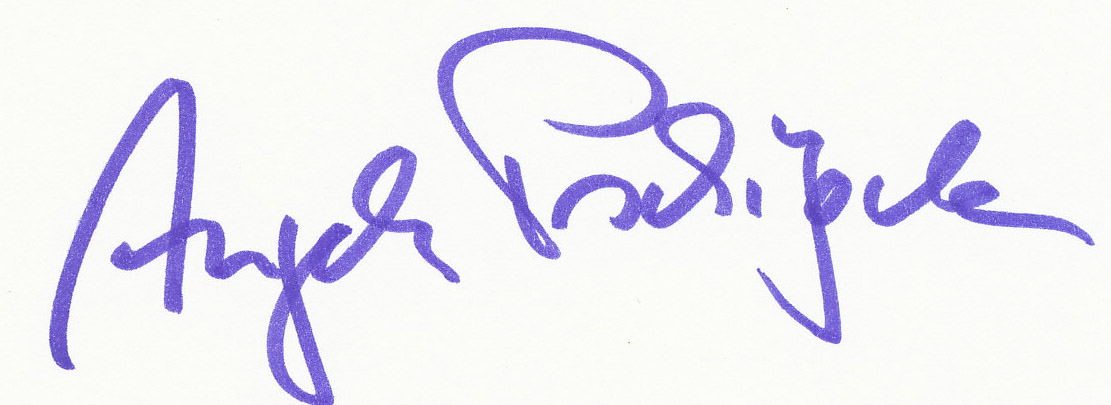
Signatur von Angela Pschigode

Angela-Maria Pschigode (* November 1937; † im Juli 1998 in München) war eine deutsche Schauspielerin.

## Leben
Angela Pschigode spielte in den 1960er Jahren an verschiedenen deutschsprachigen Theater- und Operettenbühnen. An der Nürnberger Oper gab sie die „Köchin Kati“ in Paul Burkhards Komödie Feuerwerk. Zu den weiteren Bühnenstation gehörten das Deutsche Theater Göttingen, das Hamburger Ernst Deutsch Theater, Wunsiedel sowie das Staatstheater Braunschweig, wo sie beispielsweise 1968 neben Gert Voss als „Prinz Marzipan“ die „Hofdame Kinkerlitz“ in Guido von Kaullas Adaption des Märchens Das tapfere Schneiderlein verkörperte. Bei den Ruhrfestspielen Recklinghausen gastierte sie als „Mercy Lewis“ in einer Inszenierung von Arthur Millers Hexenjagd.
Seit Ende der 1950er Jahre übernahm sie auch Rollen in Film- und Fernsehproduktionen. Sie spielte in Gustav Ucickys Der Priester und das Mädchen, in Dieter Wedels Mehrteiler Einmal im Leben – Geschichte eines Eigenheims, als „Agafja Tichonowna“ in der Gogol-Adaption Die Heirat sowie in der von Thomas Gottschalk geschriebenen Komödie Keep on Running. Daneben übernahm sie Gastrollen in Fernsehserien wie Solo für Sudmann, Die Kommissarin, Die Schwarzwaldklinik und Hamburg Transit. Einem breiten Publikum wurde sie durch ihre Rolle als resolute „Tante Martha“, Schwester des von Siegfried Wischnewski verkörperten „Dr. Bayer“, bekannt, die sie von 1985 bis 1992 in der ZDF-Familienserie Ein Heim für Tiere spielte.
Im Juli 1998 starb Angela Pschigode im Alter von 60 Jahren in München.

## Filmografie (Auswahl)
- 1958: Der Priester und das Mädchen
- 1960: Der liebe Augustin
- 1961: Die Journalisten
- 1962: Flitterwochen
- 1965: Der Kandidat
- 1965: Carrie
- 1967: Der zerbrochene Krug
- 1970: Die Heirat
- 1972: Hochzeit
- 1972: Einmal im Leben – Geschichte eines Eigenheims
- 1973: Entziehung – Ein Tagebuch
- 1974: Hamburg Transit – Eine Sekretärin
- 1974: Eine geschiedene Frau
- 1975: Autoverleih Pistulla
- 1976: Gesucht wird ... – Paul Leppla (TV-Serie)
- 1978: Kinderparty
- 1985–1992: Ein Heim für Tiere
- 1991: Keep on Running
- 1993: Liebe ist Privatsache (TV-Serie)
- 1995: Hotel Mama
- 1995: Weihnachten mit Willy Wuff – Eine Mama für Lieschen
- 1998: Julia – Kämpfe für deine Träume!